# Десетото кралство
„Десетото кралство“ е американски фентъзи минисериал от 2000 г. с режисьори Дейвид Карсън и Хърбърт Уайсз.
Описва приключенията на младо момиче и баща ѝ, след като се транспортират чрез магическо огледало от Манхатън, Ню Йорк в паралелен свят на приказки и магически същества.
Минисериалът първоначално е излъчен в пет поредни вечери с двучасови епизоди по NBC от 27 февруари 2000 г. Печели награда Еми за дизайна си.

## Сюжет
В скрито кралство, герои от приказките населяват девет кралства, които Злата кралица планира да превземе. Тя е затворничка в Четвъртото кралство, което е управлявано от принц Уендъл; разглезеният и арогантен внук на Снежанка. Седмици преди церемонията по коронацията му, Кралицата успява да избяга от затвора с помощта на краля на троловете и неговите три деца.
Принц Уелдън е заловен от Злата кралица, която е неговата зла мащеха, и го превръща в голдън ретрийвър, а самото куче — в принц Уендъл. Паникьосан, преобразеният принц бяга от затвора и намира магическото огледало, чрез което се озовава в Ню Йорк. Кралят на троловете заповядва на тромавите си деца да доведат обратно принца, а междувременно Кралицата освобождава Вълчо – полувълк.
В това време манхатънците Вирджиния и глуповатият ѝ баща Тони се натъкват на злополуките, причинени от новодошлите магически същества; Вълчо, който се влюбва във Виржиния и Тони, който получава шест желания (които той безразсъдно използва за собствена облага). Вирджиния разбира, че трансформираният Уендъл, който тя нарича „Принц“, е повече от обикновено куче и Тони използва едно от желанията си и си пожелава да разбира кучето, което ги кара да се върнат обратно в Деветте кралства, за да развалят магията. Тони, чувствайки се отговорен за Принц, се съгласява и всички се пренасят във вълшебния свят с помощта на огледалото.
В началото Тони и Вирджиния искат да се върнат у дома с огледалото, което се разнася из цялото кралство. Групата преминава през много земи в търсене на огледалото, изправяйки се пред много опасности и предизвикателства. По време на пътуването си Вълчо поставя под въпрос лоялността си към Кралицата, за да се хареса на инатата Вирджиния и преминава на тяхна страна. Това кара Кралицата да прати безмилостния и хладнокръвния си ловец, за да хване принца заедно с Вирджиния и Тони.
Вирджиния се среща с духа на Снежанка, която ѝ разкрива, че е предопределена да спаси Деветте кралства. Тони разпознава Кралицата като жена си, която ги е напуснала преди време. Отиват в замъка, за да я спрат, но изглежда Вълчо е предал Тони и Вирджиния. Кучето на Кралицата, преобразено като принца, е коронясано, а тя се опитва да отрови всичките гости на церемонията.
За щастие, Вълчо подменя отровата със сънна отвара и всички са невредими. Вирджиния е принудена да убие Злата кралица в самозащита, докато Тони се справя с троловете. Истинският принц Уендъл си възвръща човешката форма и сяда на трона, прощава на троловете и ги праща в тяхното кралство след смъртта на баща им. Благодарен на Тони за помощта, принц Уендъл му предлага работа в палата и Тони приема. Вирджиния откликва на любовта на Вълчо и те се връщат в Ню Йорк като двойка, очакваща деца.

## „Десетото кралство“ в България
В България сериалът е излъчен за пръв път по Канал 1 през март 2002 г. с разписание в неделя сутринта. Ролите се озвучават от артистите Елена Бозова, Лидия Вълкова, Николай Николов, Пламен Манасиев, Петър Върбанов и Симеон Владов.
Няколко години по-късно е повторен по Диема 2 и дублажът е записан наново. Ролите се озвучават от артистите Яница Митева, Лиза Шопова, Силви Стоицов, Здравко Методиев и Димитър Иванчев.